# イヒネ・イツア
イヒネ・イツア（Ikhine Itua、2004年9月2日 - ）は、愛知県名古屋市瑞穂区出身のプロ野球選手（内野手）。右投左打。福岡ソフトバンクホークス所属。

## 経歴

### プロ入り前
両親は共にナイジェリア人。生まれも育ちも日本（愛知県）。
名古屋市立中根小学校3年の時に、友達の誘いで野球チームの練習体験に行くことになる。物心ついた時からサッカーをプレーしており、このときは新たに所属するサッカークラブを探していた。野球の練習を体験したところ「バットに当たらない」「ゴロが取れないこと」で野球は自分には難しいと感じたが、その難しさに新鮮さを感じたことで野球を始める。中根小学校をホームグラウンドとする瑞穂イーグルスでプレーをした。高学年になるとバスケットボールチームにも所属し、野球以外のスポーツにも積極的に取り組んでいた。
名古屋市立萩山中学校在学時は、軟式野球のクラブチームである東山クラブでプレー。チームメイトには、同学年に内藤鵬、1学年上に菊田翔友がいた。
誉高校に進学すると、1年秋からベンチ入り。当初は外野手だったが、2年時に遊撃手へ転向。フィジカルを強化するトレーニングを積み、打撃、守備共に大きく向上した。同年夏は愛知県大会4回戦で愛工大名電高校に敗れた。3年夏の県大会では中部大第一高校との初戦（2回戦）で決勝点となる3点本塁打を放ったが、続く3回戦で西尾東高校に敗れた。3年間で甲子園大会出場はなし。高校通算18本塁打。その後、2022年9月8日にプロ志望届を提出した。
2022年10月10日、福岡ソフトバンクホークス編成育成本部長兼スカウト部部長の永井智浩が、ドラフト会議でイヒネを1位指名することを公表し、10月20日に開催されたドラフト会議において、ソフトバンクから1巡目で単独指名を受けた。11月27日に契約金8000万円、年俸800万円（金額は推定）で仮契約を結んだ。背番号は36。なお、指名前は「イヒネ・イツア」と中黒を挟んだ表記を使用しているメディアもあったが、指名時の名義および登録名は「イヒネ イツア」と日本式の姓名表記となっている。

### ソフトバンク時代
2023年は、1月5日に入寮したが、翌6日に喉の痛みと咳の症状があり、新型コロナウィルスの判定を受け、新人合同自主トレ初日から静養を取る。その影響もあり、2月の春季キャンプはリハビリ組でのスタートとなった。さらに右膝痛のリハビリを経て、実戦デビューは6月27日に四軍交流戦となったが、7月7日の試合で守備機会に左手の親指を負傷して左母指基節骨骨折と診断され、7月10日に手術を受けた。公式戦の出場はなく、シーズン終了後の11月8日、現状維持となる推定年俸800万円で契約を更改。11月25日から台湾で開催された2023アジアウインターベースボールリーグに参加し、5試合の出場で打率.273を記録したが、11月30日の対U-23台湾アマチュア選抜戦で二盗でヘッドスライディングをした際に左手親指を骨折し、帰国を余儀なくされる。
2024年は、ウエスタン・リーグで82試合に出場し、打率.177、2本塁打、19打点を記録した。シーズン終了後の11月16日に現状維持の推定年俸800万円で契約を更改した。
2025年は、5月26日までにウエスタン・リーグで36試合に出場し、打率.176、1本塁打、16打点を記録し、5月27日に一軍に昇格した。

## 選手としての特徴・人物
俊足・強打・強肩の内野手（遊撃手）。打撃は柔らかなスイングと大きなフォロースルーから繰り出す長打力が魅力。守備では高い運動能力と遠投110メートルを記録した強肩で広範囲をカバーできる。走塁では50m走で6秒2を記録。
前述の通り両親は共にナイジェリア出身だが、イヒネは生まれも育ちも日本のため、家庭内では日本語で会話をしている。
姉が1人、兄が2人おり、4人兄弟の末っ子である。
甘党であり、好物はたい焼き。また、博多通りもんを食べてみたいと新入団選手発表記者会見で発言した。
憧れの選手は柳田悠岐だと公言している。

## 詳細情報

### 記録

#### 初記録
- 初出場：2025年5月30日、対東北楽天ゴールデンイーグルス10回戦（楽天モバイルパーク宮城）、8回表に山川穂高の代走で出場[33]

### 背番号
- 36（2023年[15] - ）

### 登場曲
- 「タマシイレボリューション」Superfly（2023年 - ）
- 「Good Life」Lehman I & agree –Eazy（2023年 - ）